# 水産工学研究所
水産工学研究所（すいさんこうがくけんきゅうじょ）は、かつて存在した国立研究開発法人水産研究・教育機構の研究所の一つ。水産業における漁場整備や生産手段の省力化を図るための工学研究を実施する研究所である。漁業調査船たか丸を擁する。略称は水工研。

## 所在地
| 神栖庁舎     | 茨城県神栖市波崎7620-7 | 本所               |
| 館山臨海施設 | 千葉県館山市沼848-1    | たか丸係留施設ほか |

## 研究組織
以下の3部構成となっている。
水産土木工学部
漁場の修復や造成を目的とした技術開発
漁業生産工学部
効率的な漁船・漁具・漁法や、水産資源を含む海洋調査技術の開発
水産業システム研究センター
省エネルギー化・システム化などを通じた水産業の経営効率改善のための研究

## 沿革
- 1979年: 農林省農業土木試験場（神奈川県平塚市）、水産庁海洋漁業部、水産庁東海区水産研究所（東京都中央区）のそれぞれ一部を母体として水産庁水産工学研究所を設立。
- 1980年: 研究本館が完成し、平塚より水産土木工学部が移転。
- 1987年: 勝どきから神栖庁舎への移転開始。
- 1993年: 神栖庁舎への移転完了。館山臨海施設が完成し、たか丸が移転。
- 2001年: 独立行政法人化により水産総合研究センター水産工学研究所となる。
- 2016年: 独立行政法人水産総合研究センターが水産大学校を統合し、国立研究開発法人水産研究・教育機構となる。
- 2020年：水研機構の体制改革により、水産技術研究所の神栖拠点・水産工学部となる。